# Alignement de Traonigou
L'alignement de Traonigou est un alignement mégalithique situé sur la commune de Porspoder, dans le département du Finistère en France.

## Historique
Jusqu’au début des années 1880, l'alignement était constitué de trois menhirs et d'un bloc couché au sol, mais l'un d'entre eux fut détruit entre 1882 et 1895. Les menhirs sont classés au titre des monuments historiques par les arrêtés du 23 décembre 1921 du 27 décembre 1923.

## Description
Le positionnement du menhir disparu dans l'alignement n'est pas certain. Selon Alfred Devoir, P. du Châtellier et sur un dessin réalisé par E. Morel, il était situé à l'extrémité est de l'alignement. Sa hauteur était de 3,50 m selon du Châtellier. Selon G. Guénin, le troisième menhir était situé entre les deux encore visibles.
Les deux menhirs survivants sont en granite de l'Aber-Ildut. Le plus occidental mesure 4,15 m de hauteur, 1,30 m de largeur et 1 m d'épaisseur à 1. m de la base. Le plus oriental mesure 2,95 m de hauteur, 1,15 m de largeur et 0,95 m d'épaisseur à 1. m de la base. Le bloc qui était couché entre les deux menhirs conservés (3,80 m de long, 1,10 m de large et 0,55 m d'épaisseur) a été détruit en 1923 et ses débris auraient servi à la construction de la route voisine.

## Annexe